# فلیکس فرناندس (بازیگر)
فلیکس فرناندس (اسپانیایی: Félix Fernández‎؛ ۲۶ سپتامبر ۱۸۹۷ – ۴ ژوئیهٔ ۱۹۶۶) بازیگر اهل اسپانیا بود.
از فیلم‌ها یا برنامه‌های تلویزیونی که وی در آن نقش داشته است می‌توان به گاوبازی، تن‌تن و پرتقال‌های آبی، غول رودس، خوش آمدید آقای مارشال!، جلاد، جنایت در یک صبح تابستانی، دن کیشوت، خانه پوشالی، دو رقیب، از مادرید تا بهشت، خون‌آشام‌های ۱۹۳۰ و سرگیجه اشاره کرد.